# Pfitzner-Moffatt-Oxidation
Die Pfitzner-Moffatt-Oxidation, oft auch einfach Moffat-Oxidation, ist eine milde Oxidationsmethode, die primäre und sekundäre Alkohole mit N,N′-Dicyclohexylcarbodiimid (DCC) und Dimethylsulfoxid (DMSO) in die jeweiligen
Aldehyde oder Ketone umwandelt.
Speziell hierbei ist, dass die Oxidation bei primären Alkoholen nach dem ersten Oxidationsschritt stehen bleibt und nicht zur Carbonsäure weiter verläuft, wie dies bei einer herkömmlichen Behandlung mit Oxidationsmitteln der Fall ist.
Vergleichbare Reaktionen sind die Swern-Oxidation (höhere Ausbeute mit weniger Nebenprodukten), die Dess-Martin-Oxidation, die Julia-Oxidation oder die Oxidation mit Pyridiniumchlorochromat.
Publiziert wurden auch weiterführende Arbeiten.

## Reaktionsmechanismus
Im ersten Schritt wird das Dimethylsulfoxid (DMSO) mit N,N′-Dicyclohexylcarbodiimid (DCC) aktiviert.
Das aktivierte DMSO wird nun von dem Alkohol nukleophil angegriffen. Durch Umlagerungen und Abspaltung entsteht als reaktive Zwischenstufe ein mesomer stabilisiertes Alkoxysulfonium-Ylid. Eine β-Eliminierung mit zyklischem Übergangszustand unter Abspaltung von Dimethylsulfid führt zum Endprodukt.